# Thập Nhất
Nguyễn Thập Nhất (13 tháng 6 năm 1959 – 20 tháng 8 năm 2016), thường được biết đến với nghệ danh Thập Nhất, là một nhạc sĩ người Việt Nam. Ông từng là phó trưởng ban âm nhạc Đài Truyền hình Thành phố Hồ Chí Minh.

## Sự nghiệp
Năm 1971, Nguyễn Thập Nhất bắt đầu học nhạc tại Trường Âm nhạc Việt Nam (sau này đổi thành Nhạc viện Hà Nội), hệ trung cấp chính quy với môn sáo trúc và tốt nghiệp vào năm 1980. Ngay sau đó Thập Nhất được phân công vào Nam, công tác ở Đoàn Ca múa Vũng Tàu cho đến năm 1984.
Năm 1984, Thập Nhất trúng tuyển vào Nhạc viện Thành phố Hồ Chí Minh, ngành sáng tác và ông tốt nghiệp vào năm 1988. Sau khi tốt nghiệp, Thập Nhất dạy học ở trường Trung học Sư phạm Mầm non (hiện nay là Khoa Mầm non thuộc Trường Đại học Sài Gòn). Năm 1990, ông chuyển sang công tác tại Đài Truyền hình Thành phố Hồ Chí Minh, đảm nhiệm mảng âm nhạc thiếu nhi của đài. Năm 1997, Thập Nhất được nhạc sĩ Nguyễn Nam phân công phụ trách phần âm nhạc gắn với phong trào sinh viên, như các chương trình Âm nhạc và đời sống, Một thời và mãi mãi, Đồng hành cùng nhạc sĩ. Sau đó, ông là Phó trưởng ban âm nhạc của Đài Truyền hình Thành phố Hồ Chí Minh và cũng phụ trách phần biên tập và dàn dựng chương trình của Đài.
Thập Nhất viết khoảng 120 ca khúc dành cho thiếu nhi và 50 ca khúc về tình yêu và quê hương. Thập Nhất cũng viết nhiều nhạc hiệu cho các chương trình của đài, trong đó bao gồm "Những bánh xe quay nhanh" của Cuộc đua xe đạp toàn quốc tranh Cúp truyền hình Thành phố Hồ Chí Minh, bài "Đuốc sáng Việt Nam" của chương trình cùng tên hay bài "Giọt nắng phù sa" của chương trình cùng tên. Thập Nhất cũng là người có nhiều ca khúc đoạt các giải thưởng hằng năm của Hội Âm nhạc Thành phố Hồ Chí Minh và Hội Nhạc sĩ Việt Nam.
Ngày 20 tháng 8 năm 2016, ông qua đời vào lúc 9 giờ 30 phút vì bệnh gan. Ông được hoả táng tại Nhà Hỏa táng Bình Hưng Hòa.

## Các tác phẩm tiêu biểu
- Bố là tất cả (thơ: Đỗ Văn Khoái)
- Bé và ông mặt trời (lời: Ngô Thị Ngọc Hiền)
- Dịu ngọt tình yêu thương
- Đàn chim trắng (thơ: Đỗ Văn Khoái)
- Những bánh xe quay nhanh (thơ: Đinh Phong)
- Đuốc sáng Việt Nam
- Giọt nắng phù sa
- Trở lại bến yêu

## Giải thưởng
- Giải tư Hội nhạc sĩ Việt Nam năm 1987 với ca khúc "Nhớ đàn cò trắng" (phổ thơ Lê Hoàng Anh)[2]
- Giải tư Hội nhạc sĩ Việt Nam năm 2000 với ca khúc "Ai xui quan họ" (phổ thơ Diệp Minh Tuyền)[2]
- Giải tư cuộc thi sáng tác ca khúc do Đài Truyền hình Thành phố Hồ Chí Minh tổ chức năm 2001 với ca khúc "Tình khúc cuối" (phổ thơ Phạm Dạ Thủy)[2]
- Giải nhì cuộc thi do báo Mực Tím tổ chức năm 2003 với ca khúc "Sinh nhật Trăng"[2]
- Giải nhất Hội nhạc sĩ Việt Nam năm 2003 với tố khúc "Chuyện cổ tích loài người" (phổ thơ Xuân Quỳnh)[2]
- Giải nhất Hội nhạc sĩ Việt Nam năm 2006 và tặng thưởng Hội âm nhạc Thành phố Hồ Chí Minh năm 2006 với ca khúc "Anh hai"[2]
- Giải khuyến khích Hội nhạc sĩ Việt Nam năm 2006 với hợp xướng thiếu nhi" Em yêu Thành phố Bác Hồ của em"[2]
- Tặng thưởng Hội âm nhạc Thành phố Hồ Chí Minh năm 2010 với ca khúc "Mùa xuân DK" [2]